# Стівен Брусатті
Стівен Луїс Брусатті (англ. Stephen Brusatte; нар. 24 квітня 1984) — американський палеонтолог і еволюційний біолог, який спеціалізується на анатомії та еволюції динозаврів. Ступінь бакалавра наук (BS) здобув у Чиказькому університеті, магістра наук (MSc) у Бристольському університеті і магістра філософії (MPhil) та доктора філософії (PhD) у Колумбійському університеті.

Його науково-популярна книжка Dinosaurs (2008) і підручник Dinosaur Paleobiology (2012) принесли йому визнання, і він став науковим консультантом фільмів BBC Earth і фільму від 20th Century Fox «Walking With Dinosaurs» (2013), а також написав книжку «Walking with Dinosaurs Encyclopedia». Член редакційної колегії журналу Current Biology.

## Доробок
- Stately Fossils: A Comprehensive Look at the State Fossils and Other Official Fossils (2002)
- Dinosaurs (2008)
- Field Guide to Dinosaurs (2009)
- Dinosaur Paleobiology (2012)
- Were Stegosaurs Carnivores? (2012)
- Walking with Dinosaurs Encyclopedia (Walking With Dinosaurs the 3d Movie) (2013)
- Day of the Dinosaurs: Step into a spectacular prehistoric world (Science X 10) (2016)
- The Rise and Fall of the Dinosaurs: A New History of a Lost World (2018)

## Переклади українською
- Стівен Брусатте. Злет і падіння динозаврів. Нова історія втраченого світу. Переклад з англійської Марії Хандоги та Назарія Назарова. — Київ: Комубук, 2023.[8].